# Hans Buß

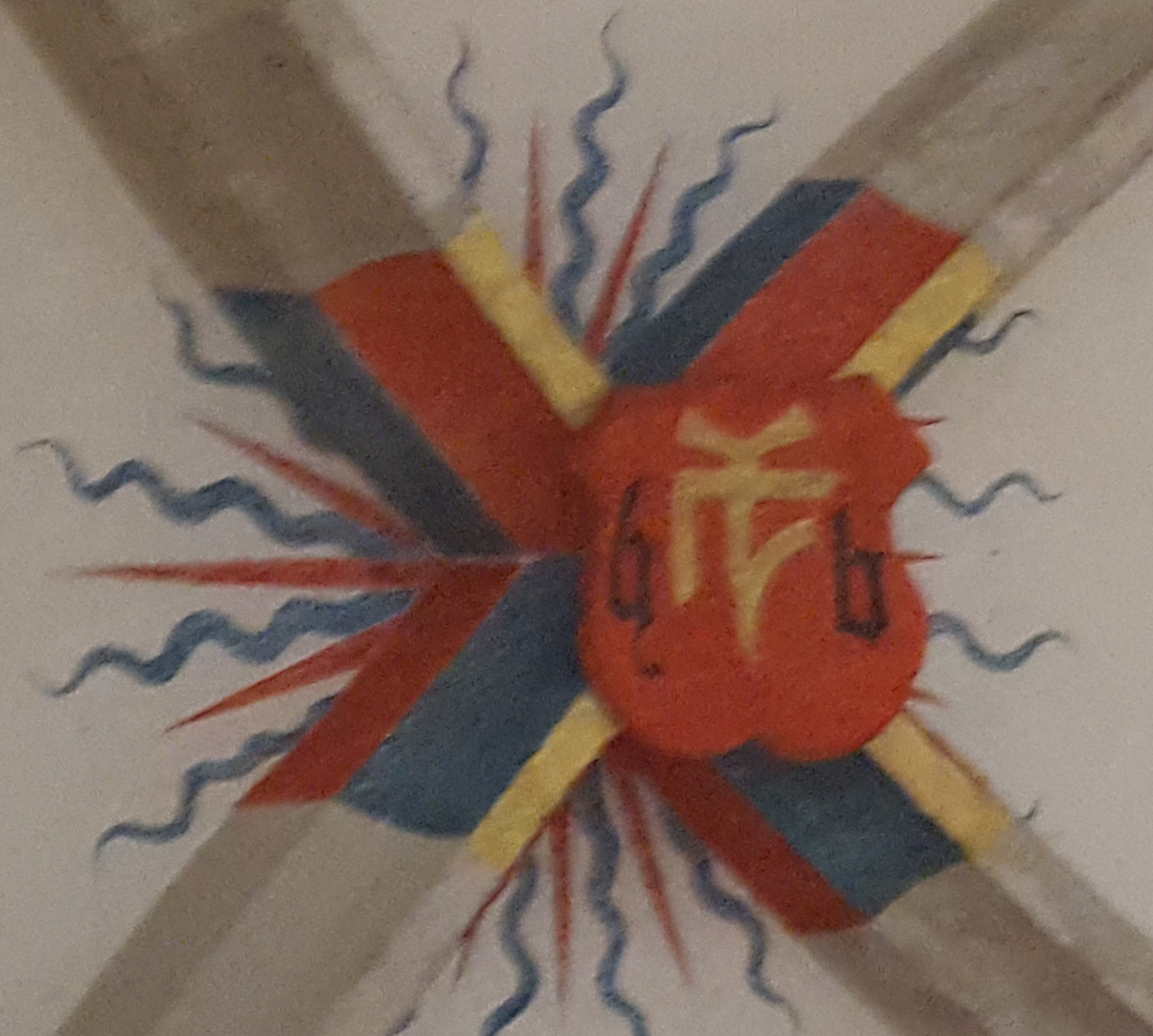
Das Steinmetzzeichen von Hans Buß hier aus der Kirche Sankt Wendelin, Schlaitdorf

Hans Buß  (* in Nürtingen; † ), oft auch als Hans Buss geschrieben, ist ein spätmittelalterlicher Steinmetz und Baumeister, der im frühen 16. Jahrhundert an vielen spätgotischen Sakralbauten in Württemberg gewirkt hat. Er ist der Schüler und Nachfolger des Peter von Koblenz und Meister der Nürtinger Laurentiuskirche.

## Weitere Bauwerke, an denen Hans Buß mitgewirkt hat
- Stadtkirche Sankt Laurentius in Nürtingen
- Kirchturm von Sankt Wendelin in Schlaitdorf
- Evangelische Kirche „zu unserer lieben Frau“ in Frickenhausen/BW
- Ölberg an der Martinskirche in Neuffen